# Scrophularia musashiensis
Scrophularia musashiensis är en flenörtsväxtart som beskrevs av Bonati. Scrophularia musashiensis ingår i släktet flenörter, och familjen flenörtsväxter. Inga underarter finns listade i Catalogue of Life.